# Oronte (Eneide)
Oronte è un personaggio dell'Eneide di Virgilio.
Oronte è il notabile licio che durante la guerra di Troia prende il posto di Glauco dopo la fine di costui. Alla caduta della città si unisce ai compagni di Enea ma annega nel naufragio della sua nave durante una tempesta (libro 1 del poema). Il suo corpo sparisce tra i flutti: Oronte rimane dunque insepolto, e alla sua anima viene precluso l'ingresso nell'Ade vero e proprio, come lo stesso Enea constaterà nel suo viaggio agli inferi, accompagnato dalla Sibilla Cumana (libro 6).